# Шофранац, Александар
Александар Шофранац (черног. Aleksandar Šofranac; 21 октября 1990 года, Цетине) — черногорский футболист, защитник клуба «Сутьеска».

## Карьера
Александар Шофранац начинал карьеру футболиста в черногорском клубе «Младост» из Подгорицы. 14 августа 2010 года он дебютировал в черногорской Первой лиге, выйдя в основном составе в гостевом поединке против «Ловчена». 29 сентября того же года Шофранац забил свой первый гол на высшем уровне, сократив отставание в счёте в домашней игре с «Могреном».
В начале 2014 года Шофранац перешёл в «Явор», где не сумел себя проявить и спустя год вернулся в Черногорию, заключив соглашение с «Сутьеской».
В июле 2016 года черногорец перешёл в хорватскую «Риеку».